# Куриловка (Новосибирская область)
Кури́ловка — село в Черепановском районе Новосибирской области. Входит в состав Верх-Мильтюшинского сельсовета.

## География
Площадь села — 40 гектаров.

## Население
| 2002 | 2007 | 2010 |
| ---- | ---- | ---- |
| 454  | ↗463 | ↘376 |

## Инфраструктура
В селе по данным на 2007 год функционируют 1 учреждение здравоохранения и 1 учреждение образования.